# Guelavichigana la Labor
Guelavichigana la Labor är en ort i Mexiko.   Den ligger i kommunen San Dionisio Ocotlán och delstaten Oaxaca, i den sydöstra delen av landet, 400 km sydost om huvudstaden Mexico City. Guelavichigana la Labor ligger 1 543 meter över havet och antalet invånare är 195.
Terrängen runt Guelavichigana la Labor är kuperad österut, men västerut är den platt. Runt Guelavichigana la Labor är det ganska glesbefolkat, med 48 invånare per kvadratkilometer. Närmaste större samhälle är Zimatlán de Álvarez, 19,4 km nordväst om Guelavichigana la Labor. I omgivningarna runt Guelavichigana la Labor växer huvudsakligen savannskog.